# Heart Heart Heartbreak
"Heart Heart Heartbreak" é uma canção da banda americana Boys Like Girls, lançada como terceiro single do seu segundo álbum de estúdio, Love Drunk. Seu videoclipe estreou em 4 de junho de 2010, através da Vevo.

## Paradas musicais
| Parada (2010)                 | Melhor posição |
| ----------------------------- | -------------- |
| Mainstream Top 40 (Pop Songs) | 31             |